# Douglas Estay
Douglas Fabián Estay Hermosilla (* 25. April 1992 in Viña del Mar) ist ein chilenischer Fußballspieler, der als Mittelfeldspieler eingesetzt wird.

## Karriere
Douglas Estay begann seine Laufbahn 2010 bei Everton, wo er bereits in der Jugend gespielt hatte. In den ersten Jahren kam er überwiegend in Freundschafts- und Pokalspielen zum Einsatz. 2013 wurde er an den AC Barnechea verliehen, ehe er nach seiner Rückkehr zu Everton häufiger spielte, sich aber keinen Stammplatz sichern konnte. 
Er wurde 2016 und 2017 jeweils an Unión La Calera verliehen und gewann dort 2017 die Meisterschaft der Primera B. 2018 wechselte er zu San Marcos, wo er regelmäßig spielte. Im Januar 2019 unterschrieb er bei San Luis und war dort drei Spielzeiten aktiv.
Nach einer Saison 2022 bei Trasandino in der Segunda División kehrte Estay Ende 2022 zu San Luis zurück. Anfang 2025 wechselte er zu Santiago Morning in die Primera B.

## Erfolge
Unión La Calera
- Primera B: 2017-T